# 喜濕螺總目
喜濕螺類（學名：Hygrophila），在中国大陸又名潮螺總目，是生物分类学的一個支序，屬於異鰓類直神經類泛有肺類支序，包括有所有會呼吸的淡水螺及所有水生的真有肺類軟體動物，由Jörger et al.於2010年10月建立。2017年12月，本支序成為了總目級分類單元，即喜濕螺總目。
本支序之下的所有科皆為會呼吸的淡水螺，包括淡水帽貝。
本分類最多不同物種的三個科分別為：
- 椎实螺科
- 扁卷螺科
- 膀胱螺科

這些物種可在池塘、小溪、溝渠及淺湖中發現，遍及全世界。
本支序物種的眼睛均長在觸角的底部，而不是頂部。這一點跟陸生的柄眼類物種（Stylommatophora）相當。牠們的殼薄而透明，看起來似乎無色，而且沒有口蓋覆蓋。

## 分類

### 1997年分類
根據腹足纲分类表 (1997年)，現時本支序的科原來都放在基眼亚目（Basommatophora Keferstein in Bronn, 1864）之下。

### 2005年分類
根據2005年的《布歇特和洛克羅伊的腹足類分類》，原來的基眼亚目在2005年的分類裡成為了有肺目之下的一個非正式群組，而本支序仍然在基眼亞目之下。
喜濕螺類支序：
- 斜顶螺总科 Acroloxoidea Thiele, 1931
  - 斜顶螺科 Acroloxidae Thiele, 1931
- Superfamily Chilinoidea Dall, 1870
  - Family Chilinidae Dall, 1870
  - Family Latiidae Hutton, 1882
- 椎实螺总科（Lymnaeoidea Rafinesque, 1815）
  - 椎实螺科（Lymnaeidae Rafinesque, 1815）
- 扁蜷總科（Planorboidea Rafinesque, 1815）
  - 扁蜷科（Planorbidae Rafinesque, 1815）
    - 扁蜷亞科（Planorbinae Rafinesque, 1815）
      - Tribe Ancylini Rafinesque, 1815：從原來的Ancylidae科降格而成

  - 膀胱螺科（Physidae Fitzinger, 1833，又名囊螺科）

### 2010年分類
基眼類（即：Siphonarioidea、Amphiboloidea及喜濕螺類）確認為並系群，為保持分類的單系性，Jörger et al. (2010)把本支序連同其他相關的分類合併成為泛有肺類（Panpulmonata）支序。

### 2017年分類
根據2017年的《布歇特等人的腹足類分類》，本分類支序成為了Tectipleura Subterclass之下的一個總目級分類單元。過往的基眼目被認為是喜濕螺總目的異名，儘管昔日的基眼目所包含的分類單元更多。
原來的四個總科現時綜合成為下列兩個總科：
- Superfamily Chilinoidea Dall, 1870
  - Family Chilinidae Dall, 1870
  - Family Latiidae Hutton, 1882
- 椎实螺总科（Lymnaeoidea Rafinesque, 1815）：原來的斜顶螺总科（Acroloxoidea Thiele, 1931）和扁蜷總科（Planorboidea Rafinesque, 1815）被併入本總科，成為了本總科的異名。
  - 斜顶螺科（Acroloxidae Thiele, 1931）
  - 淤泥螺科（Bulinidae P. Fischer & Crosse, 1880）
  - Family Burnupiidae Albrecht, 2017）
  - Family Clivunellidae Kochansky-Devidé & Slišković, 1972 †）
  - 椎实螺科（Lymnaeidae Rafinesque, 1815）
  - 膀胱螺科（Physidae Fitzinger, 1833），又名囊螺科
  - 扁蜷科（Planorbidae Rafinesque, 1815）